# Гребеноопашат бетонг
Гребеноопашат бетонг или гребеноопашато плъховидно кенгуру (Bettongia penicillata) е вид бозайник от семейство Плъховидни кенгурута (Potoroidae). Възникнал е преди около 0,0117 млн. години по времето на периода кватернер. Видът е критично застрашен от изчезване.

## Разпространение
Разпространен е в Австралия.

## Описание
Теглото им е около 1,2 kg. Имат телесна температура около 37,2 °C.
Продължителността им на живот е около 18,8 години. Популацията на вида е намаляваща.